# Saint-Agnan (Yonne)
Saint-Agnan ist eine französische Gemeinde mit 934 Einwohnern (Stand 1. Januar 2022) im Département Yonne in der Region Bourgogne-Franche-Comté (vor 2016 Bourgogne). Saint-Agnan gehört zum Arrondissement Sens und zum Kanton Gâtinais en Bourgogne. Die Einwohner werden Agnanais genannt.

## Geographie
Saint-Agnan liegt etwa 22 Kilometer nordwestlich des Stadtzentrums von Sens. Umgeben wird Saint-Agnan von den Nachbargemeinden Villeneuve-la-Guyard im Norden und Nordwesten, Villeblevin im Norden, Chaumont im Osten und Nordosten, Villethierry im Süden sowie Diant im Westen.

## Bevölkerungsentwicklung
| Jahr                       | 1881 | 1962 | 1968 | 1975 | 1982 | 1990 | 1999 | 2006 | 2013 |
| Einwohner                  | 286  | 190  | 179  | 208  | 331  | 727  | 774  | 879  | 953  |
| Quellen: Cassini und INSEE |      |      |      |      |      |      |      |      |      |

## Sehenswürdigkeiten

Kirche Saint-Agnan

- Kirche Saint-Agnan